# Királylazac
A királylazac (Oncorhynchus tshawytscha) a sugarasúszójú halak (Actinopterygii) osztályának lazacalakúak (Salmoniformes) rendjébe, ezen belül a lazacfélék (Salmonidae) családjába tartozó faj.

## Előfordulása
A királylazac legfőbb elterjedési területe a Jeges-tenger és a Csendes-óceán északi része nyugatól egészen keletig. Továbbá megtalálható a Japán-, az Ohotszki- és a Bering-tengerekben is. Az alaszkai Point Hopetól egészen a kaliforniai Ventura-folyóig fellelhető, néha San Diegoig is lehatol. A hal még megtalálható Honsú körül és az arktiszi Coppermine-folyóban is.
Oda ahová betelepítették, jelentős károkat okoz.

## Megjelenése
A hal általában 70 centiméter hosszú, de akár 150 centiméteresre is megnőhet. Testtömege legfeljebb 61,4 kilogramm. 13-19 csigolyája van. Testének háti részén és farokúszójának mindkét nyúlványán, kis fekete foltok láthatók. Állkapocscsontján is van fekete foltozás. Áramvonalas teste, a felnőtt példányoknál, szemből nézve, összeszűkült és valamivel magasabb, mint a rokon fajoké. A tengerben a királylazac színezete a háton, a sötét zöldestől és kékes feketéig változik, sok apró fekete folttal, míg hasi része, ezüstös. Az édesvízben a színezete átváltozik az íváshoz szükséges színekre, vagyis olajzöldre, vörösre vagy lilásra. A hímek esetében nagyobb a változás, mint a nőstények esetében.

## Életmódja
A királylazac anadrom vándorhal, vagyis élete nagy részét a tengerben tölti, ívni pedig a folyókba jön fel, emiatt egyaránt képes megélni sós-, brakk- és édesvízben is. Legfeljebb 375 méter mélyre merül le. Tavakban is megtalálható. A folyókban az ivadék és fiatal rovarokkal és apró rákokkal táplálkozik, míg a tengerben a kifejlett állat halakat, rákokat, főleg Euphausia pacifica krillt és egyéb gerincteleneket fogyaszt. A fiatalokra nagyobb halak és madarak, a felnőttekre nagy testű emlősök és halász sasok vadásznak.
Legfeljebb 9 évig él.

## Szaporodása
Az ívási időszakban a felnőtt hal visszatér szülő folyójába. Az ivadék akár 3 hónaposan elindulhat a tengerek felé, azonban többségük 1 évet vár. Egyes ivadék, akár 3 évet is vár, amíg elindul. Egyes példány, az egész életét a partok mentén tölti, míg másik példány élete során hosszú vándorutakat tesz meg.

## Felhasználása
Ezt a halat ipari mértékben halásszák. A sporthorgászok is kedvelik. Alaszkában nagy mértékben tenyésztik is. A városi akváriumok is szívesen tartják. Húsa általában vörös, de fehér is lehet; az előbbi színű drágább. Frissen, szárítva, füstölve, sózva vagy fagyasztva árusítják; főzve és sülve fogyasztható. Szervei sok vitamint tartalmaznak.